# アロハ・ソムリエ
『アロハ・ソムリエ』は、2019年12月27日（26日深夜）から12月30日（29日深夜）までの4夜連続においてフジテレビ系で放送されたテレビドラマ。主演は観月ありさ。ミーハーな性格で甘党の母とともにハワイに来たビアソムリエで辛党の娘がお酒を楽しむ中で複雑な事情を抱えた人たちと遭遇していく物語。
なお、全4話を第1話放送終了後の12月27日・金曜 0時55分（木曜深夜）から、スピンオフストーリーを第4話放送終了後の12月30日・月曜 1時20分（日曜深夜）からそれぞれFODプレミアム限定で配信された。

## あらすじ
第1話 「男やもめと、かしこい息子」
ハワイに到着して大喜びする響子と清美。しかし、ビアソムリエである娘の響子は一刻も早くお酒を飲みたくて仕方がない。圭祐が経営するコンドミニアムに到着後、ヨガを体験したいと言い出した母の清美を半ば置いてけぼりにした響子はやっととばかりに1人で気軽に飲めるお店へと入っていく。テーブル席で食事をしていると、親子らしき男性と男の子が店へと入ってきた。そこに母親らしき女性はいない。父親と息子との会話を楽しげに聴いていた響子だったが、ふいに男の子が響子の元にやって来て思いも寄らぬ言葉を発する。
第2話 「マウンティングガールズ」
旅先のハワイで友人の裕子と出会った清美はそのままハワイ観光へと出かけてしまった。それをいいことに娘の響子はここぞとばかりに飲めるお店を発見し、1人でお酒を嗜む。そんな時にふと3人組の女性が気になった響子はその様子を見つめる。どうやら3人組のひとりである美和という女性が結婚式を挙げるためにハワイに来たようで、2人は美和の友人のようだ。そんな光景を見て響子は心の中で祝福の言葉をかけるが、3人の話をよく聴いていると思いも寄らぬ形で3人組の本当の姿が見え隠れしてきた。
第3話 「ハワイで芽生える恋!?」
今日も飲めるお店に入って1人でお酒を嗜む響子であったが、ふと自分自身に向けられた視線を感じる。視線を感じた方向を見てみると、そこには彰という名のカッコいい男性が座って響子を見つめている。思いも寄らない展開に妄想が広がる響子だが、妄想ではなく本当にカウンターに座っていた彰が別の女性の誘いを断り、響子をホテルへと連れて行く。
第4話 「最高にダサくて幸せなラブソング」
帰国まで残り少なくなってきた中で、母の清美は今日も友人の裕子とハワイ観光へ繰り出した。ウクレレを弾いている学という男性に声を掛けられながらも、敢えてそれを無視した形で1人でお酒を嗜む響子。すると、そのお店で先日見かけた3人組の1人で、ハワイで結婚式を挙げることになっている美和を見かけるが、響子には美和の元気ない姿が気になった。
スピンオフストーリー 「お母さんとふたり飯」
ハワイ旅最終日になって、珍しく清美が観光に行かない。観光で疲れたのか、それともせめて旅の最終日に娘の響子と一緒に過ごしたいと思ったのだろうか。そんな雰囲気の中、響子からハワイを訪れたかった理由を聞かれた清美は、父親つまり響子の祖父が老後にハワイに行ってみたいと言っていたからだと答える。清美の思いを汲み取った響子はせめて旅行の最後は親孝行しようと思い、ハワイで食べてきた料理を振る舞おうと決める。

## キャスト
- 吉沢響子 - 観月ありさ
- 裕子 - 宍戸美和公
- 圭祐 - 古屋敬多（Lead）
- 吉沢清美 - 浅田美代子[1]

### ゲスト
第1話
- 水橋研二
- 加藤憲史郎

第2話
- 美和 - 新川優愛（第4話）

第3話
- 彰 - 淵上泰史

第4話
- 学 - 鮎澤悠介（Eden Kai）

## スタッフ
- 脚本 - 遠山絵梨香（第1話・第3話）、満斗りょう（第2話・第4話・スピンオフ）
- 企画プロデュース - 田淵麻子
- プロデューサー - 黒沢淳（テレパック）
- プロデューサー・演出 - 河原瑶（テレパック）
- 制作協力 - テレパック
- 制作著作 - フジテレビ

## 放送日程
| 話数  | 配信開始日 （FOD限定） | 放送日   | サブタイトル                   | 脚本       |
| ----- | ---------------------- | -------- | ------------------------------ | ---------- |
| 第1話 | 12月27日               | 12月27日 | 男やもめと、かしこい息子       | 遠山絵梨香 |
| 第2話 | 12月27日               | 12月28日 | マウンティングガールズ         | 満斗りょう |
| 第3話 | 12月27日               | 12月29日 | ハワイで芽生える恋!?           | 遠山絵梨香 |
| 第4話 | 12月27日               | 12月30日 | 最高にダサくて幸せなラブソング | 満斗りょう |

| スピンオフ | 配信開始日 （FOD限定） | タイトル           | 脚本       |
| ---------- | ---------------------- | ------------------ | ---------- |
| スピンオフ | 12月30日               | お母さんとふたり飯 | 満斗りょう |